# Belvédère op de Pfingstberg

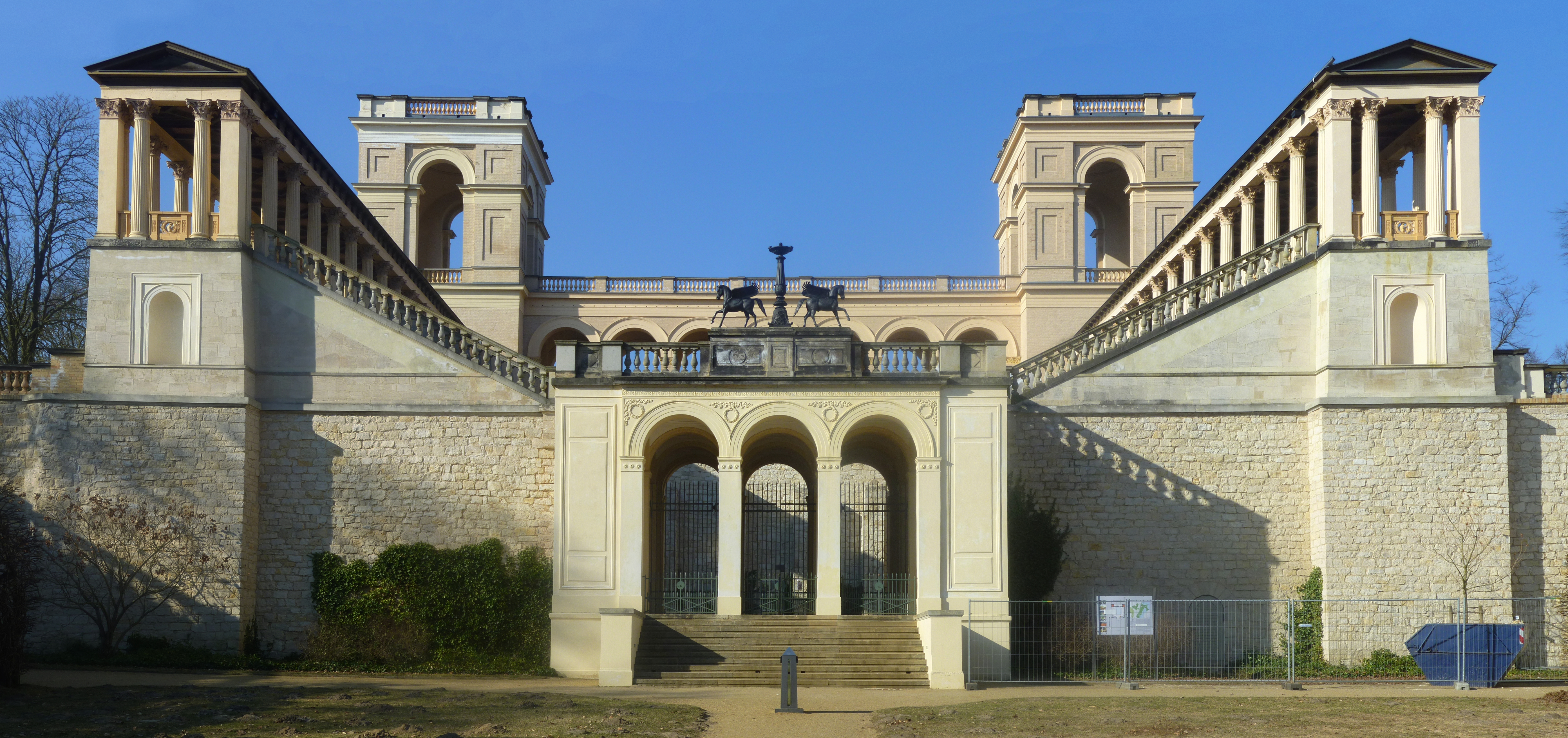
Belvedere auf dem Pfingstberg

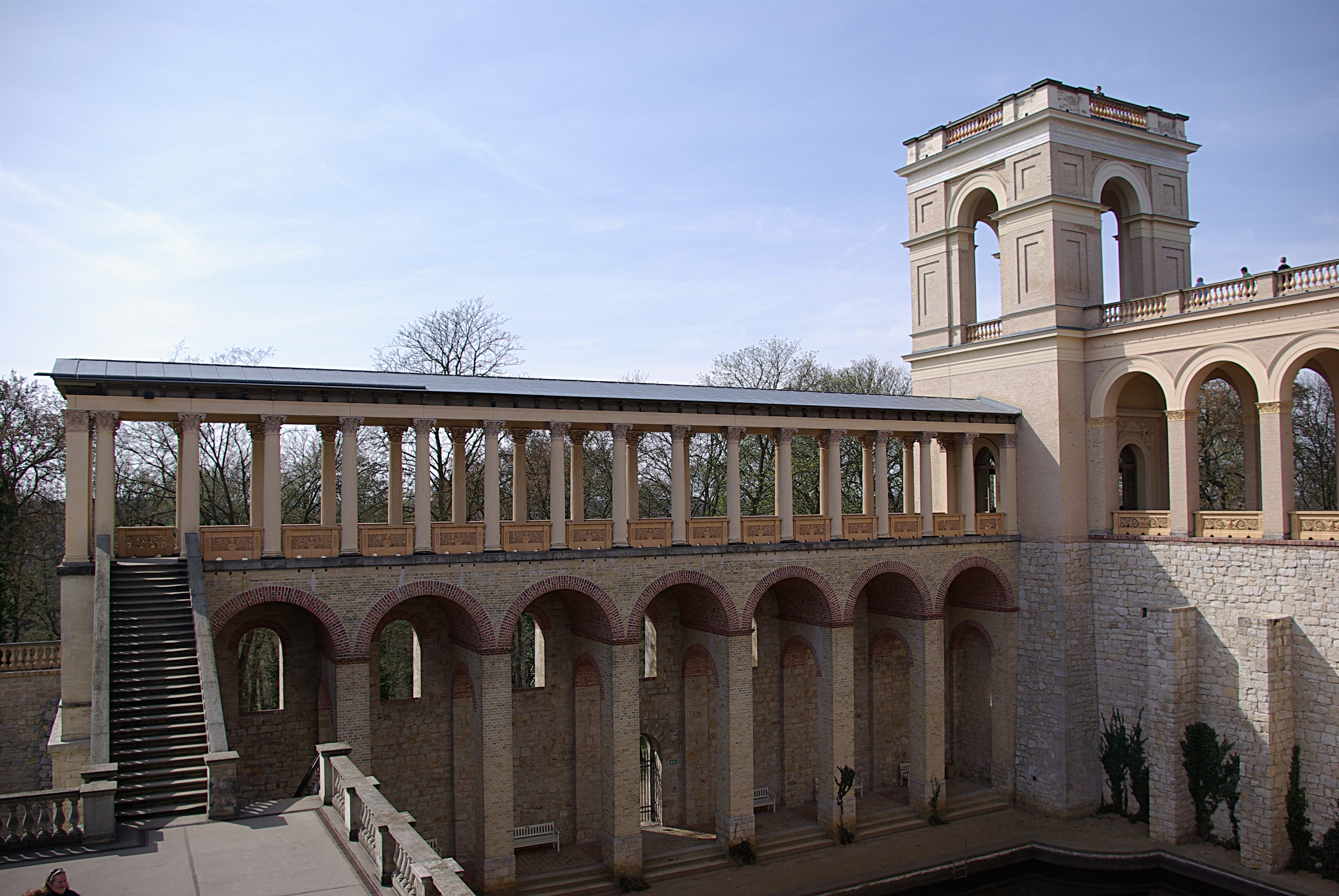
Westelijke toren en kolonnade

De Belvédère op de Pfingstberg (Duits: Belvedere auf dem Pfingstberg) is een kasteel gelegen in de Duitse stad Potsdam, ten noordoosten van de Nieuwe Tuin.
Het werd gebouwd in opdracht van Frederik Willem IV van Pruisen in twee bouwfasen, van 1847 tot 1852 en van 1860 tot 1863, naar een ontwerp van Friedrich Ludwig Persius, Friedrich August Stüler en Ludwig Ferdinand Hesse. De tuin werd in de periode 1847–1852 aangelegd door de bekende Pruisische tuin- en landschapsarchitect Peter Joseph Lenné en in 1862–1863 door hem voltooid.
Het bouwwerk wordt beheerd door de Stiftung Preußische Schlösser und Gärten Berlin-Brandenburg.
In 1999 werd de Belvédère op de Pfingstberg door UNESCO als cultureel werelderfgoed erkend en opgenomen op de werelderfgoedlijst als een van de laatst toegevoegde onderdelen van de Paleizen en parken van Potsdam en Berlijn.
Dit object is onderdeel van het ensemble paleizen en parken van Potsdam en Berlijn dat in 1990, 1992 en 1999 in drie fasen op de werelderfgoedlijst van de UNESCO is geplaatst. Andere items ervan zijn:
De Russische kolonie Alexandrowka · 
De Antieke Tempel · 
Het Slot Babelsberg · 
Het Babelsbergpark · 
De Belvédère op de Pfingstberg · 
 De Belvédère van Sanssouci · 
De Bildergalerie · 
Slot Cecilienhof · 
Slot Charlottenhof · 
Het Chinese theehuis · 
 Het Drakenhuis · 
Het Glienickepark · 
Het Jachtslot Glienicke · 
Het Slot Glienicke · 
 Het keizerlijk station van Potsdam · 
Het Marmerpaleis · 
De Neptunusgrotte · 
Het Nieuwe paleis · 
De Nieuwe Tuin · 
De Nieuwe Vertrekken · 
De blokhut Nikolskoë · 
Het Oranjerieslot · 
Het Pauweneiland · 
De Sint-Petrus-en-Pauluskerk van Nikolskoë · 
De Pomonatempel · 
De Romeinse baden · 
Slot Sanssouci · 
Slot Sacrow · 
 De Verlosserkerk van Sacrow · 
De Vredeskerk · 
De vriendschapstempel
- Gemeinsame Normdatei: 7575335-2
- Virtual International Authority File: 244323720